# 程鐸 (嘉靖舉人)
程鐸（15世紀—16世紀），字子木，南直隸徽州府歙縣人，明朝政治人物。

## 生平
程鐸是嘉靖四年（1525年）乙酉科應天鄉試第五十三名舉人，授廣州同知，朝廷出征安南，兵糧轉輸頻繁，他受命查核韶州計簿，韶州知府遺下金錢萬餘緡，攝理府事者以該等金錢利誘他被拒，他立法以防止侵佔掠奪，新會知縣不善逢迎上級被斥責，他為對方辯護而忤逆權貴，因此遭罷官歸鄉。

## 引用
1. 1 2  民國《歙縣志·卷六·人物志》：程鐸，字子木，領鄉薦授廣州府倅，征安南時兵興搶攘，轉輸未嘗乏絕，嘗承檄鉤校韶州計簿，韶守故遺無名錢萬餘緡，攝事者以啗鐸，鐸不聽，為疏其始末，立法以防侵牟，新會令不善事上官被斥，鐸上其賢必欲復其官，竟以是忤當道罷歸。
2. ↑  民國《歙縣志·卷四·選舉志》：科目……明……（嘉靖）四年乙酉鄉試……程鐸 見宦蹟